# Wyszembork
Wyszembork est un village de Pologne, situé dans la gmina de Mrągowo, dans le powiat de Mrągowo, dans la voïvodie de Varmie-Mazurie.
En 2021, le village compte 330 habitants.